# Râul Secu, Neamț
Râul Secu sau Râul Secul este un curs de apă, afluent al râului Neamț. 

## Hărți
- Harta Parcului Vânători-Neamț